# Veenendaal-Veenendaal 2008
La Veenendaal-Veenendaal 2008, ventitreesima edizione della corsa, valida come evento dell'UCI Europe Tour 2008 categoria 1.HC, si svolse l'11 giugno 2008 su un percorso di 210 km. Fu vinta dal tedesco Robert Förster, che terminò la gara in 4h 58' 55" alla media di 41,851 km/h.
Furono 120 i ciclisti che portarono a termine la competizione.

## Ordine d'arrivo (Top 10)
| Pos. | Corridore        | Squadra      | Tempo    |
| ---- | ---------------- | ------------ | -------- |
| 1    | Robert Förster   | Gerolsteiner | 4h58'55" |
| 2    | Sven Krauß       | Gerolsteiner | s.t.     |
| 3    | Niko Eeckhout    | Topsport Vl. | s.t.     |
| 4    | Kenny van Hummel | Skil-Shimano | s.t.     |
| 5    | Niki Terpstra    | Team Milram  | s.t.     |
| 6    | Wouter Weylandt  | QuickStep    | s.t.     |
| 7    | Martijn Maaskant | Garmin       | s.t.     |
| 8    | Bobbie Traksel   | P3 Transfer  | s.t.     |
| 9    | Stefan van Dijk  | Mitsubishi   | s.t.     |
| 10   | Jaŭhen Hutarovič | F. des Jeux  | s.t.     |